# José Vicente Ruelas Preciado
José Vicente Ruelas Preciado fue presidente municipal de Tepic del 1 de enero de 1961 - al 31 de diciembre de 1963.

## Biografía
Nació en Tepic, Nayarit el 27 de octubre de 1921 y falleció el 3 de febrero de 2021. Fue Presidente en el período 1960-1963.
La construcción de los mercados Morelos y Amado Nervo, más conocido como mercado Abasolo y la remodelación del panteón Hidalgo cuya placa conmemorativa permanece a un costado de la calle principal de este cementerio, lugar simbólico de la capital nayarita.
Apasionado de la medicina, Ruelas Preciado egresó de la Universidad Nacional Autónoma de México, UNAM; destacó como el primer especialista en neumología del Instituto Nacional de Enfermedades Respiratorias, INER y fue también presidente de la Asociación Médica de Nayarit.
Reconocido icono de la vida política, social y de la salud en las últimas décadas en Nayarit, se distinguió como líder sindical del Instituto de Seguridad y Servicios Sociales de los Trabajadores del Estado, ISSSTE y fue el primer director de la clínica CATRA de este Instituto en la capital nayarita.
Ruelas Preciado reconocía querer a su país y a Nayarit. Aficionado al fútbol especialmente al equipo Los Coras de Tepic. Fue catedrático de la Universidad Autónoma de Nayarit, UAN; y tesorero de la Fundación “Produce”. Adoptó en la agricultura su segunda actividad con la producción de aguacate, mango y caña.
José Vicente Ruelas Preciado nació un 27 de octubre de 1921 y muere a los 99 años, víctima de males añejos. Casado con la señora Ofelia Gutiérrez, procreó siete hijos.
Fue tesorero de la fundación Produce.
José Vicente Ruelas Preciado, recordó cómo superó las dificultades que enfrentó su administración para dar respuesta a los ciudadanos, también reconoció la labor del actual gobierno capitalino para satisfacer las necesidades de una población que ha crecido considerablemente.

## Obras importantes
- Amplio la Av. México Sur
- Mercado de Abasolo.
- Remodelación del panteón Hidalgo